# Hermann Hupfeld
Hermann Christian Karl Friedrich Hupfeld (31. března 1796, Marburg – 24. dubna 1866, Halle) byl německý evangelický teolog a orientalista.

## Životopis
Hupfeld studoval staré a orientální jazyky a evangelickou teologii na univerzitě v Marburgu, kde roku 1817 promoval s prací o Sofoklovi. V období 1819 až 1822 byl gymnaziálním profesorem v Hanau.
V roce 1824 habilitoval na Univerzitě v Halle. Roku 1825 se Hupfeld stal mimořádným profesorem teologie v Marburgu a v roce 1827 řádným profesorem orientálních jazyků. V roce 1843 vystřídal v Halle Wilhelma Gesenia.
Vytvořil novou teorii vzniku Tóry.
Za své zásluhy byl v roce 1834 čestným občanem Marburgu.
Superintendant David Hupfeld (1836–1916) byl jeho syn, praktický teolog Renatus Hupfeld vnuk. Hudební skladatel a koncertní mistr Bernhard Hupfeld byl jeho děd.

## Dílo
- Übersetzung und Auslegung der Psalmen (1855–1861)
- Über Begriff und Methode der sogenannten biblischen Einleitung (Marburg, 1844)
- De primitiva et Vera festorum apud Hebraeos ratione (Halle, 1851–1864)
- Die Quellen der Genesis von neuem untersucht (Berlín, 1853)
- Die heutige theosophische oder mythologische Theologie und Schrifterklärung (1861).